# Przedzimie
Przedzimie, szaruga jesienna – jedna z dwóch uzupełniających pór roku w przyrodzie, w strefie klimatu umiarkowanego (drugą uzupełniającą porą jest przedwiośnie).
Za przedzimie przyjmuje się okres roku na styku jesieni i zimy, w którym średnie dobowe temperatury powietrza wahają się pomiędzy 5 a 0 °C (z tendencją malejącą). Opad atmosferyczny jest z początku duży, później umiarkowany, zazwyczaj ciekły, a jeśli stały (zamarznięty), to zanikający. Natomiast osad atmosferyczny jest obfity i we wszystkich rodzajach. Dzienna pora dnia jest wyraźnie krótsza od pory nocnej. Przedzimie jest najbardziej zachmurzoną porą roku.
O ile cztery podstawowe pory roku klimatu umiarkowanego (wiosna, lato, jesień, zima) są zarówno porami klimatycznymi, jak i astronomicznymi, to pory uzupełniające swoich astronomicznych odpowiedników nie mają. Są one powiązane jedynie z klimatem, i mają własny, charakterystyczny wpływ na przyrodę (a każda z nich – inny).
W okresie przedzimia część zwierząt zapada w sen zimowy, a pozostałe zwierzęta przystosowują się do zmiany pokarmu z letniego na zimowy. Jeżeli w tym czasie zwierzęta zacznie się dokarmiać ich dotychczasowym pokarmem, to trzeba je będzie wtedy dokarmiać już cały czas aż do wiosny. Wegetacja jest już zatrzymana. 
Okres przedzimia, podobnie jak późnej jesieni, jest czasem intensywnego przyjmowania wilgoci do gruntu, gdyż parowanie wody z opadów i osadów atmosferycznych jest niewielkie z powodu niskich temperatur i braku transpiracji przez większość roślin, a grunt nie jest jeszcze trwale zamarznięty. Na dużą ilość wody w osadzie atmosferycznym ma ponadto wpływ rozwinięta powierzchnia ziemi ze stojącymi jeszcze uschniętymi roślinami oraz nieopadniętą częścią liści i drobnych gałązek. Zasadniczo przedzimie spośród wszystkich sześciu klimatycznych pór roku jest okresem, w którym w przyrodzie dzieje się najmniej.